# Донецкая область (1917—1918)
Донецкая область — областное объединение Советов, объединяющее советы, военно-революционные комитеты на территории Донецкого угольного бассейна Украинской Народной Республики и Донской республики с декабря 1917 по апрель 1918 года. Областной орган власти Центральный Военно-Революционный Комитет Донбасса.

## История

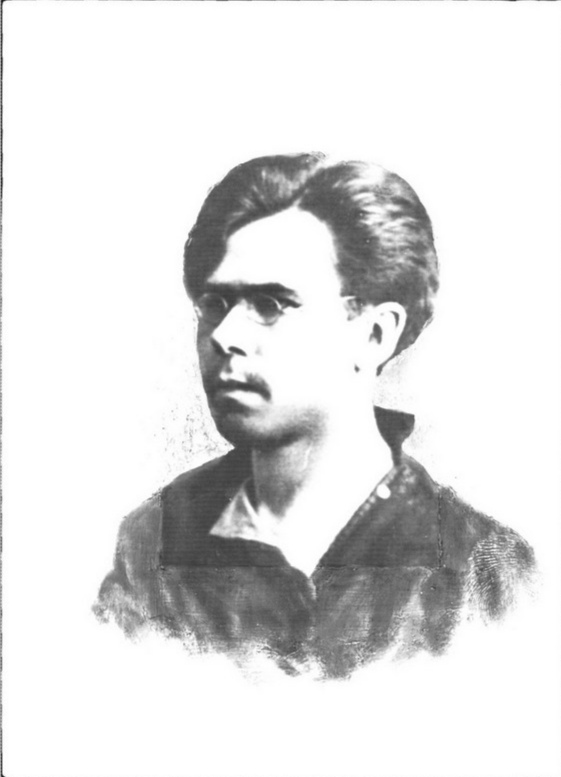
Харечко Тарас один из создателей Донецкой области, второй председатель ЦВРКД.

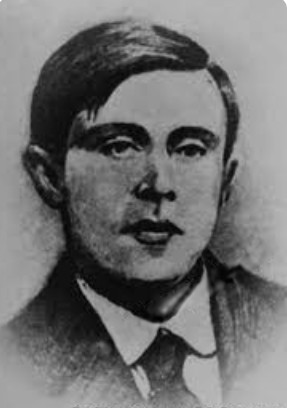
Шулим Грузман один из творцов Донецкой области первый председатель ЦВРКД.

В связи с Октябрьским переворотом в Петрограде эмиссар ЦК РСДРП(б) по Донбассу Петровский Г. И., выступил с инициативой созвать экстренный съезд ревкомов Бахмутского уезда в Горловке. Съезд прошел в ночь с 3 на 4 ноября 1917 года на станции Никитовка. Главным вопросом который обсуждался на съезде был захват власти в Донбассе (Бахмутском, Словяносребском, Мариупольском уездах) которые согласно III Универсалу Украинской Центрально Рады был провозглашен частью Украинской Народной Республикой, и вооружённая борьба с донским казачеством в восточном Донбассе (Таганрогский округ). На этом съезде Шулим А, Г. и Харечко Т. И. выступили с предложение создать Донецкий областной военно-революционный комитет который координировал бы работу сельских, городских, районных, уездных ВРК на территории Донбасса. Эту идею подержало большинство участников съезда, для организации I Вседонбасской конференции было создано Организационное бюро в составе. Шулим А. Г., Харечко Т. И., Казимирчук. П. Г. Организационное бюро должно было связаться с районными комитетами РСДРП(б), чтоб обеспечить большевистский состав конференции.
I Вседонбасская конференция революционных комитетов и советов прошла в ночь 3 на 4 декабря 1917 года на станции Никитовка в Горловке. На конференцию прибыли 15, по другим сведениям — 17 делегатов революционных комитетов с Бахмута, Донецка, Макеевки, Дружковки, Константиновки, Краматорска, Харцизка, Чистяково, Луганска, Иловайска, Горловки, Маринки и других мест. На конференции был создан областной орган власти Центральный Военно-Революционный Комитет Донбасса (ЦВРКД), который разместился на станции Никитовка, и согласно воспоминаниям секретаря ЦВРКД Шумного В. Ю. в тот же день было создано высшее военное институт области — Центральный Штаб Красной Армии Донбасса (ЦШКАД), который разместился на Ртутном руднике. В состав ЦВРКД были избраны: глава Шулим А. Г., руководитель ЦВРКД Харечко Т. И., руководитель военного отдела Пономарев Д. И., руководитель продовольственного и финансового отдела Хильков С. О. секретарь Шумный В. Ю.. Кроме этого в состав ЦВРКД был избран Сырцов С. И., которого вскоре заменил Трифонов Е. А. До конца декабря 1917 года когда в Донбасс прибыли российские большевистские красногвардейские отряды во главе с Сиверсом Р. Ф. и Саблиным Ю. В., ЦВРКД не предпринимал враждебных действий против местной украинской власти, из за нехватки вооружения. Единственная успешная военная операция, которая была реализована ЦВРКД только из-за того что того что местным красногвардейцам никто не противодействовал это захват узловых станций Краматорск, Ясинуватая, Горловка. В начале декабря ЦВРКД устанавливал связь с большевистскими ревкомами и советами Донбасса, и занимался организацией и вооружением местных красногвардейских отрядов.
В ходе Первой советско-украинской войны российский красноармейский отряд во главе с Сиверсом Р. Ф. после непродолжительного боя с гайдамаками захватил Славянск и установил связь с местными красногвардейскими отрядами и ЦВРКД который контролировал линию железнодорожных станций Краматорск — Дружковка — Константиновка — Горловка . В это же время другой российский красноармейский отряд во главе с Саблиным Ю. В. после разоружения 1-го Запорожского полка в Купянске, проник в Донбасс через Лисичанск. С прибытием российских красногвардейских отрядов активизировал свою работу по формированию и вооружению местных красногвардейских отрядов ЦШКАД. Главной проблемой при формировании красногвадейских отрядов были отсутствие вооружения и денег. ЦВРКД вел переговоры с главнокомандующим российских оккупационных войск на Украине с Антоновым-Овсеенко В. А., но он отказался финансировать и снабжать всем необходимым красногвардейские отряды которые создал ЦШКАД. Для выхода из сложившийся сложной ситуации ЦВРКД организовал отряд во главе с Дубовым И. Н. и Пашиной Е, Ф., для сбора контрибуции с местного населения. Таким образом удалось пополнить склады провиантом и собрать 200000 рублей на нужды ЦВРКД и ЦШКАД. Красногвардейские отряды содранные ЦШКАД приняли участи в походе на Дон совместно с отрядами российских красногвардейцев во главе с Сиверсом Р. Ф. и Саблиным Ю. В.

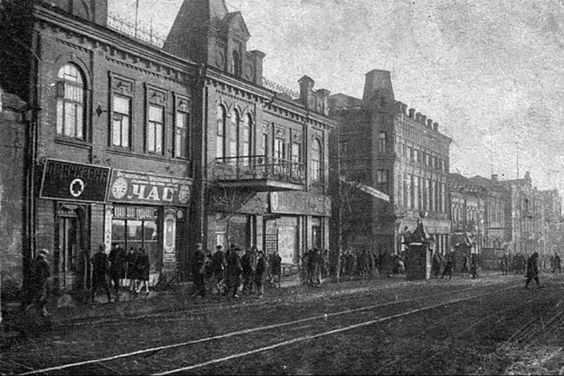
С февраля 1918 года ЦВРКД располагался в Гранд-отеле в Донецке.

После освобождения восточного Донбасса от власти донских казаков ЦВРКД 15 января 1918 года созвал в Горловке II Вседонбасскую конференцию ревкомов и советов, на которую прибыло 35 делегатов, с Бахмутского, Славяносербского, Мариупольского уездов и Таганрогского округа. Не прибыли делегаты с Луганска и города современного города Шахты. Конференция была многопартийная: 24 делегата были членами РСДРП(б), 7 эсеров-максималистов, 3 РСДРП, и один анархист с Гуляйполя Махно Н. На конференции обсуждалось организация Красной Армии Донбасса, продовольственный вопрос, организация рабочего контроля на предприятиях, и власть в Донецкой области. По вопросу организации власти в области была принята резолюция согласно которой революционной властью в Донецком бассейне был признан Центральный Военно-Революционный Комитет Донбасса. В конце были проведены перевыборы ЦВРКД и коллегии ЦШКАД. Новым главой ЦВРКД был избран Харечко Т. И.. В его состав вошли: Пономарев Д. И., Хильков С. А., Грузман Ш. А., Трифонов Е. А. и Пашина Е. Ф.. В состав ЦШКАД вошли: Пономарев Д. И. (председатель), Финогенов И., Осташенков, Михайлов, Дубовой и Радченко. Вторая конференция сыграла большое значение для Донецкой области, поскольку укрепила связь ЦВРКД с советскими учреждениями на местах и подняла авторитет последнего как областного органа власти.

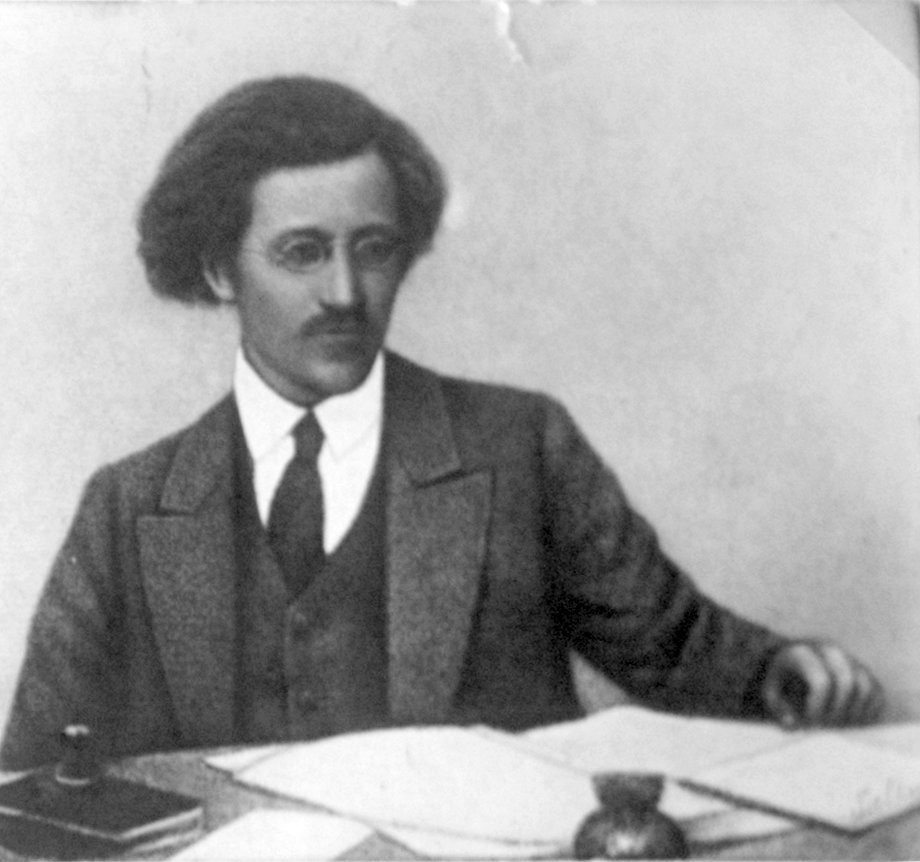
Антонов-Овсеенко В. А.

В феврале 1918  года ЦВРКД инициировал созыв III-го Бахмутского уездного съезда Советов, который проигнорировали представители украинских партий УСДРП, УПСР, УПСФ, и организаций Селянскои спилки Просвиты . Большинство прибывших делегатов были большевиками, на съезде избрали первого председателя уездного исполкома большевика Казимирчука П. Г. Бахмутская уездная власть единственной в области которая на прямую подчинялась ЦВРКД. В феврале в Горловку приехал Антонов-Овсеенко В. А. с своим штабом который разместился недалеко от ЦВРКД. В ходе переговоров представителей ЦВРКД с Антновым-Овсеенко В. А., был урегулированный вопрос снабжения местных красногвардейских отрядов, путем создания Отрядного комитета снабжения в состав которого вошли представители от Саблина, Сиверса и ЦВРКД. Также при помощи Антонова-Овсеенко ЦВРКД  старался решить хозяйственные и административные вопросы. Результатом переговоров стало  то что Антонов-Овсеенко назначил рабочего Жданова ответственным за погрузку и вывоз угля с области, и потребовал от ВУЦВК Украинской Народной Республики Советов, чтоб тот помог выстроить четкую вертикаль власти в области, и улучшил снабжения области провиантом и деньгами.

## Власть

### Центральный Военно-Революционный Комитет Донбасса
- председатель Шулим Айзикович Грузман — (17.12.1917-15.01.1918)
- председатель Харечко, Тарас Иванович — (15.01.1918-05.1918)

## Областные конференции
- I Вседонбасская конференция ревкомов и советов
- II Вседонбасская конференция ревкомов и советов